# 井上勝英
井上 勝英（いのうえ かつひで、1911年〈明治44年〉12月26日 - 1997年〈平成9年〉10月7日）は、昭和期の農林官僚、政治家、華族。貴族院子爵議員。

## 経歴
海軍士官・井上勝純の長男として生まれる。父の死去に伴い、1939年1月16日、子爵を襲爵した。
1937年（昭和12年）3月、東京帝国大学農学部農業経済学科を卒業。1939年（昭和14年）東京高等農林学校（現東京農工大学）助教授に就任。以後、農商事務官、農林事務官、総力戦研究所第二期研究生、南京日本大使館嘱託、農商大臣秘書官事務取扱、農村更生協会主事、日本農業研究所研究員補などを務めた。
1946年（昭和21年）6月28日、貴族院子爵議員補欠選挙で当選し、研究会に所属して活動し1947年（昭和22年）5月2日の貴族院廃止まで在任した。
戦後は、農村更生協会副会長・常務理事を務めた。
1997年（平成9年）10月、脳梗塞により死去した。

## 親族
- 妻：美恵子（林博太郎六女）[1]
- 長女：貴美子（山本祐義夫人）[1]
- 長男：勝正[1]
- 二男：勝重[1]